# Ectobius willemsei
Ectobius willemsei es una especie de cucaracha del género Ectobius, familia Ectobiidae.

## Distribución
Esta especie se encuentra en Grecia.